# Спенсер (затока)
Спе́нсер (англ. Spencer Gulf) — затока в південній частині Австралії, омиває берег штату Південна Австралія і з'єднана з водами Великої Австралійської затоки. Довжина затоки Спенсер становить 322 км, а ширина при вході в затоку-129 км. У західній частині затока омиває півострів Ейр, а в східній частині півострів Йорк, що відокремлює його від невеликої затоки Сент-Вінсент. На березі затоки Спенсер розташовані такі міста, як Ваялла, Порт-Пірі та Порт-Огаста.

## Історія
Затока отримала свою назву в 1802 році і була так названа мандрівником Метью Фліндерсом на честь Джорджа Джона Спенсера. Інша історична назва затоки — затока Бонапарта. Затоку Спенсер вперше дослідив 1839 року та в 1840—1841 роках Едвард Джон Ейр. Перші європейські поселення почали з'являтись на берегах, що омиваються затокою в кінці 1840-х років.
| Австралія | Це незавершена стаття з географії Австралії. Ви можете допомогти проєкту, виправивши або дописавши її. |